# Carychium schlickumi
Carychium schlickumi is een slakkensoort uit de familie van de Ellobiidae. De wetenschappelijke naam van de soort is voor het eerst geldig gepubliceerd in 1977 door Strauch.